# Liga Premier de Rusia 2006
La Liga Premier 2006 fue la 15.ª edición de la Liga Premier de Rusia. Se realizó del 17 de marzo al 26 de noviembre de 2006. El campeón fue el club del Ejército Ruso, el CSKA Moscú, que consiguió su tercer título y el segundo consecutivo de la liga rusa.
Los dieciséis clubes en competencia disputaron dos ruedas con un total de 30 partidos disputados por club, al final de la temporada, los dos últimos clasificados son relegados y sustituidos por el campeón y subcampeón de la Primera División de Rusia, la segunda categoría de Rusia.

## Equipos
Los clubes Alania Vladikavkaz y Terek Grozny, descendidos la temporada anterior, son reemplazados para este campeonato por los dos clubes ascendidos, el Luch Energia Vladivostok, que vuelve a la máxima categoría después de su única aparición en 1993, y el Spartak Nalchik, debutante en la Liga Premier.

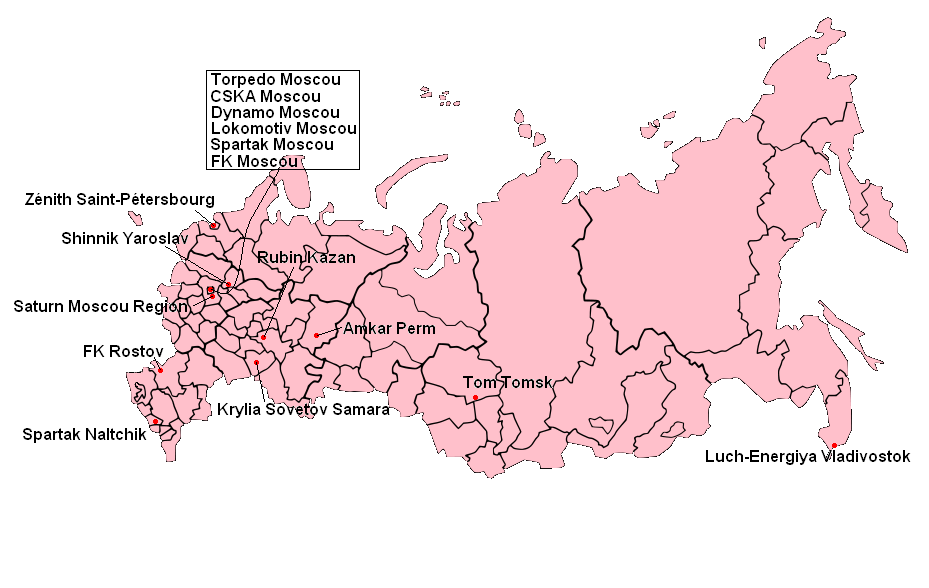
Localización de clubes de la Liga Premier 2006.

| Club                  | Ciudad          | Estadio           | Capacidad |
| --------------------- | --------------- | ----------------- | --------- |
| Amkar Perm            | Perm            | Estadio Zvezda    | 17.000    |
| CSKA Moscú            | Moscú           | Olímpico Luzhnikí | 84.745    |
| Dinamo Moscú          | Moscú           | Estadio Dinamo    | 36.540    |
| Krylia Sovetov Samara | Samara          | Estadio Metallurg | 33.220    |
| Lokomotiv Moscú       | Moscú           | Estadio Lokomotiv | 28.800    |
| Luch Vladivostok      | Vladivostok     | Estadio Dinamo    | 10.200    |
| FK Rostov             | Rostov del Don  | Olimp - 2         | 15.600    |
| Rubin Kazán           | Kazán           | Central Kazán     | 30.133    |
| Saturn Rámenskoye     | Ramenskoye      | Estadio Saturn    | 16.726    |
| Shinnik Yaroslavl     | Yaroslavl       | Estadio Shinnik   | 19.000    |
| Spartak Moscú         | Moscú           | Olímpico Luzhnikí | 84.745    |
| Spartak Nalchik       | Nálchik         | Estadio Spartak   | 14.400    |
| Tom Tomsk             | Tomsk           | Estadio Trud      | 15.000    |
| Torpedo-Metallurg     | Moscú           | Eduard Streltsov  | 13.422    |
| Torpedo Moscú         | Moscú           | Olímpico Luzhnikí | 84.745    |
| Zenit San Petersburgo | San Petersburgo | Estadio Petrovsky | 21.745    |

## Tabla de posiciones
- Al final de la temporada, el campeón y subcampeón clasifican a la Liga de Campeones de la UEFA 2007-08. Mientras que el tercer y cuarto clasificados en el campeonato clasifican a la Copa de la UEFA 2007-08.

|  |     | Equipo                | PJ | PG | PE | PP | GF | GC | DG  | PTS |
|  | --- | --------------------- | -- | -- | -- | -- | -- | -- | --- | --- |
|  | 1.  | CSKA Moscú (C)        | 30 | 17 | 7  | 6  | 47 | 28 | +19 | 58  |
|  | 2.  | Spartak Moscú         | 30 | 15 | 13 | 2  | 60 | 36 | +24 | 58  |
|  | 3.  | Lokomotiv Moscú       | 30 | 15 | 8  | 7  | 47 | 34 | +13 | 53  |
|  | 4.  | Zenit San Petersburgo | 30 | 13 | 11 | 6  | 42 | 30 | +12 | 50  |
|  | 5.  | Rubin Kazán           | 30 | 14 | 7  | 9  | 45 | 35 | +10 | 49  |
|  | 6.  | FC Moscú              | 30 | 10 | 13 | 7  | 41 | 37 | +4  | 43  |
|  | 7.  | Luch Vladivostok (A)  | 30 | 12 | 5  | 13 | 37 | 39 | -2  | 41  |
|  | 8.  | Tom Tomsk             | 30 | 11 | 8  | 11 | 35 | 33 | +2  | 41  |
|  | 9.  | Krylia Sovetov Samara | 30 | 10 | 8  | 12 | 37 | 35 | +2  | 38  |
|  | 10. | Spartak Nalchik (A)   | 30 | 10 | 8  | 12 | 31 | 34 | -3  | 38  |
|  | 11. | Saturn Rámenskoye     | 30 | 7  | 16 | 7  | 29 | 24 | +5  | 37  |
|  | 12. | FC Rostov             | 30 | 10 | 6  | 14 | 42 | 48 | -6  | 36  |
|  | 13. | Amkar Perm            | 30 | 8  | 11 | 11 | 22 | 36 | -14 | 35  |
|  | 14. | Dinamo Moscú          | 30 | 8  | 10 | 12 | 31 | 40 | -9  | 34  |
|  | 15. | Torpedo Moscú         | 30 | 3  | 13 | 14 | 22 | 40 | -18 | 22  |
|  | 16. | Shinnik Yaroslavl     | 30 | 1  | 8  | 21 | 17 | 56 | -39 | 11  |

- (C) Campeón de la Copa de Rusia.
- (A) Club ascendido la temporada anterior.

|  | Campeón y clasificado para la Liga de Campeones de la UEFA 2007-08 |
|  | Clasificado para la Liga de Campeones de la UEFA 2007-08           |
|  | Clasificado para la Copa de la UEFA 2007-08                        |
|  | Clasificado para la Copa Intertoto de la UEFA 2007                 |
|  | Descendido a la Primera División 2007                              |

| Rusia                        |
| Campeón CSKA Moscú 3° título |

## Máximos goleadores
| Jugador                   | Club            | Goles |
| ------------------------- | --------------- | ----- |
| Román Pavliuchenko        | Spartak Moscú   | 18    |
| João Alves de Assis Silva | CSKA Moscú      | 14    |
| Alejandro Domínguez       | Rubin Kazán     | 13    |
| Pável Pogrebniak          | Tom Tomsk       | 13    |
| Dmitri Loskov             | Lokomotiv Moscú | 13    |